# Evaza picticornis
Evaza picticornis är en tvåvingeart som beskrevs av James 1969. Evaza picticornis ingår i släktet Evaza och familjen vapenflugor. Inga underarter finns listade i Catalogue of Life.